# Lemovier
Lemovier var enligt Tacitus en germansk folkstam från Skandinavien som vid tiden för Kr.f. bosatt sig i Pommern vid södra Östersjökusten. Liksom för flera andra folkstammar som Tacitus nämner bo i nuv. Polen, så finns inget annat bevis för deras existens. De har förmodligen senare gått upp i någon större folkstam, till exempel rugierna.